# Zã Seium
Zã ou Jã Seium (Zan ou Jan Seyum) foi um negus (rei) do Reino Zagué. Taddesse Tamrat afirma que era filho de Morara, irmão mais novo de Tentauidim, e pai de Harbé e Lalibela.